# Antèdon
Antèdon (grec antic: Ἀνθηδών, llatí: Anthedon) era una de les ciutats de la Lliga Beòcia, a la costa de la mar d'Eubea, al peu del Mesàpios. La menció més antiga de la ciutat es troba al Catàleg de les naus de la Ilíada.
Pausànies diu que hi havia un temple de Demèter i Core, amb estàtues de marbre blanc, un temple de Dionís amb una estàtua, les tombes dels fills d'Ifimèdia i Aloeu, a qui Apol·lo va matar i un santuari dedicat als Cabirs, amb un bosc sagrat al voltant.